# Плеченогие
Плечено́гие, или брахиопо́ды (лат. Brachiopoda, от др.-греч. βραχίων — плечо, πούς — нога) — тип морских беспозвоночных животных из клады щупальцевых.

## Биология
Плеченогие — небольшие одиночные животные, ведущие, как правило, сидячий образ жизни. Встречаются на морских мелководьях, часто в холодных водах. Тело со спинной и брюшной сторон покрыто двустворчатой известковой раковиной, из-за чего плеченогие внешне напоминают двустворчатых моллюсков (конвергентная эволюция).
Размеры раковины обычно составляют несколько сантиметров. Крупнейшими раковинами, достигавшими размера около 40 см, обладали представители палеозойского рода гигантопродуктосов (Gigantoproductus). Из современных брахиопод самые крупные относятся к виду Magellania venosa, длина их раковин достигает 8,4 см. Окраска желтоватая, розоватая или серая; у некоторых видов чёрная, оранжевая или красная. Наружная поверхность раковины бывает гладкой, ребристой или складчатой; у некоторых ископаемых видов (продуктиды) имелись иглы и шипы.
Створки у раковин плеченогих асимметричные. При этом брюшная створка больше, чем спинная, и обычно выпуклая; спинная бывает плоской и даже вогнутой. Задние края створок соединяются особыми выростами (замком) или мышцами. Для прикрепления к грунту плеченогим служит стебелёк, или ножка; те формы, у которых ножка отсутствует, либо зарываются в грунт, либо прирастают к субстрату брюшной створкой. Тело плеченогих расположено в задней части раковины; передняя часть выстлана мантией и занята парой длинных спиральных выростов тела — «руками». Руки многих плеченогих имеют внутренний скелет — ручной аппарат. Вместе с мшанками и форонидами плеченогие относятся к животным, имеющим т. н. лофофор, — руки у них усажены щупальцами с мерцательными ресничками, которые создают постоянный приток воды в мантийную полость, доставляя пищевые частицы (фитопланктон) и кислород. Рот лежит у основания рук, пищеварительная система сквозная или слепая, без ануса. Имеются целом, метанефридии, сердце с кровеносными сосудами, окологлоточное нервное кольцо и нервы.

#### Нервная система и органы чувств
У плеченогих нервная система упрощена в связи с сидячим образом жизни. Она состоит из окологлоточного нервного кольца, с отходящими от него в мантию и лофофор нервными стволами. На переднем краю мантии у некоторых видов имеются пигментированные участки, реагирующие на свет; также, краевые реснички мантии чувствительны к прикосновению. Также внешний край мантии может нести щетинки, устроенные тем же образом, что и щетинки кольчатых червей. Любопытно, что личинки брахиопод имеют глазки и статоцисты, утрачиваемые в процессе развития при переходе к сидячему образу жизни.

### Размножение и развитие
Плеченогие обычно раздельнополы; оплодотворение внешнее, изредка имеются выводковые камеры. Развитие с метаморфозом: свободно плавающая личинка прикрепляется к субстрату и превращается в молодую особь.

## Образ жизни
Плеченогие питаются мелкими планктонными организмами и частицами детрита, взвешенными в воде.
Питание осуществляется путём фильтрации. Створки раковины в процессе питания приоткрыты. Сомкнутые друг с другом щупальца лофофора делят мантийную полость на две части: в одну из этих частей вода поступает из внешней среды, затем проходит сквозь лофофор и профильтрованная выходит из второй части мантийной полости. Входящий и исходящий ток воды создаются колебательными движениями ресничек на щупальцах лофофора. По желобку лофофора пищевые частицы попадают в рот.

## Эволюция
Плеченогие известны с раннего кембрия; наибольшего расцвета достигли в девоне. В верхнедевонских отложениях Русской платформы в России найдены брахиоподы циртоспириферы (Cyrtospirifer). На рубеже раннего и позднего палеозоя часть отрядов вымерла; в каменноугольном и пермском периодах господствовали отряды продуктид (Productida) и спириферид (Spiriferida). После пермско-триасового вымирания сохранились 4 отряда, дожившие до наших дней.
Есть предположение, что медленное сокращение числа плеченогих в последние 100 млн лет — прямой результат увеличения числа двустворчатых моллюсков, которые вытеснили плеченогих из привычных мест их обитания.
Плеченогие, благодаря богатству остатков и хорошей их сохранности, — ценные индексные ископаемые для установления геологического возраста содержащих их пластов и физико-географической обстановки, существовавших когда-то в данной местности.

## Классификация
Существует 380 современных видов; ископаемых видов насчитывают до 30 000, известны с нижнего кембрия (540 млн лет) Один вид, коптотирис Адамса, распространённый от Японских островов до залива Петра Великого, занесён в Красную книгу России. Всего в России — 17 современных видов.
Тип плеченогих традиционно делился на два класса:
- Класс беззамковые (Inarticulata). Створки раковины не снабжены шарнирными выступами — зубами и скрепляются при помощи мускулов.
- Класс замковые (Articulata). Створки раковины образуют «замок»; пищеварительная система без анального отверстия.

Современная классификация плеченогих выглядит следующим образом:
- Подтип Linguliformea
  - Класс Lingulata — Лингуляты
  - † Класс Paterinata
- Подтип Craniiformea
  - Класс Craniata
- Подтип Rhynchonelliformea
  - † Класс Chileata
  - † Класс Obolellata
  - † Класс Kutorginata
  - Класс Rhynchonellata
  - † Класс Strophomenata

Несколько ископаемых родов плеченогих имеют неопределённую принадлежность к подтипам и классам: Acanthotretella, Choffatirhynchia, Christiania, Cyclospira, Desquamatia, Duartea, Eoschizophoria, Flabellulirostrum, Howellella, Katastrophomena, Kiaeromena, Lusitanina, Lusothyris, Mondegia, Navispira, Neozeilleria, Nubialba, Origostrophia, Palaeocarrickella, Palaeochoristites, Pamirorhynchia, Praemonticlarella, Prototreta, Rugosochonetes, Schellwienella, Soaresirhynchia, Sphaeroidothyris, Stroudithyris, Thecocyrtella.
- Cincinnetina meeki
- Rhynchotrema dentatum
- Spiriferida
- Leptaena
- Petrocrania
- Strophomenida sp.
- Terebratella sanguinea